# 백수민
백수민(1993년 10월 15일 ~ )은 대한민국의 배우이다.

## 출연 작품

### 영화
- The Ultimate Oppa (2022년) - 고예지 역
- 《부기나이트》 (2022년) - 제이 역
- 《두 남자》 (2016년) - 안민경 역

### 드라마
- 《이상한 변호사 우영우》 (2022년, ENA) - 이준호의 대학후배 역
- 《경우의 수》 (2020년, JTBC) - 한진주 역
- 《내 아이디는 강남미인》 (2018년, JTBC) - 고예나 역

### 연극
- 《그와 그녀의 목요일》 (2018년) - 이경 역

### 저서
- 《실은 아주 작은 불안이었어》 (2022년 9월) - 텍스트칼로리
- 《DAYDREAM》 (2022년 6월) - 루시앤크리스
- 《신인일기》 (2022년 3월) - 루시앤크리스